# Ochodza (powiat gnieźnieński)
Ochodza – wieś w Polsce położona w województwie wielkopolskim, w powiecie gnieźnieńskim, w gminie Trzemeszno.
W latach 1975–1998 miejscowość należała administracyjnie do województwa bydgoskiego.